# 消防法
消防法（しょうぼうほう、昭和23年法律第186号）は、火災予防や災害発生時の被害軽減などに関する法律である。

法律の目的は法1条を参照。1948年7月24日に公布され、消防本部における消防吏員および消防団の消防団員の職務についても定める。
総務省消防庁消防・救急課および予防課が所管し、内閣府防災担当政策統括官部局、経済産業省商務情報政策局産業保安グループおよび原子力規制庁原子力規制企画課火災対策室など他省庁と連携して執行にあたる。

## 構成
- 第1章 総則（第1条・第2条）
- 第2章 火災の予防（第3条〜第9条の4）
- 第3章 危険物（第10条〜第16条の9）
- 第3章の2 危険物保安技術協会（第16条の10〜第16条の49）
- 第4章 消防の設備等（第17条〜第21条）
- 第4章の2 消防の用に供する機械器具等の検定等（第21条の2〜第21条の16の7）
- 第4章の3 日本消防検定協会等（第21条の17〜第21条の57）
- 第5章 火災の警戒（第22条〜第23条の2）
- 第6章 消火の活動（第24条〜第30条の2）
- 第7章 火災の調査（第31条〜第35条の4）
- 第7章の2 救急業務（第35条の5〜第35条の12）
- 第8章 雑則（第35条の13〜第37条）
- 第9章 罰則（第38条〜第46条の5）
- 附則
- 別表第1（第2条、第10条、第11条の4関係）
- 別表第2（第21条の46関係）
- 別表第3（第21条の46関係）

## 燃料流通と消防法
消防法は、石油類などの物流統制のために用いられることもある。オイルショック時には不足する灯油を沢山買いだめした者が、消防法違反として検挙された。また不正軽油の取締りにも用いられる。